# Tumulus de Cekeen
Les tumulus de Cekeen sont situés dans le département de Diourbel, dans la région de Diourbel, au Sénégal. La région de Diourbel et la ville de Diourbel faisaient partie du royaume précolonial de Baol, qui fait maintenant partie du Sénégal.

## Objectif
Dans cette zone, un tumulus servait de sépulture pour les chefs. Un chef décédé était rejoint par d'autres membres de sa cour avec des objets importants tels que des meubles et d'autres instruments. Dans ce cas, lui et son escorte étaient situés dans la hutte du chef, après quoi la cabane était enterrée avec de la terre et des rochers. Des milliers de ces tumulus existent au Sénégal, mais c'est à Cekeen que se trouvent les plus grands et les plus densément dispersés.

## Statut de patrimoine mondial
Ce site a été ajouté à la liste indicative du patrimoine mondial de l'UNESCO le 18 novembre 2005 dans la catégorie culturelle.